# Mansaba
Mansaba est un des cinq secteurs appartenant à la région Oio du Guinée-Bissau. En 2009, il comptait 52 174 habitants.